# Puczniewski Obszar Chronionego Krajobrazu
Puczniewski Obszar Chronionego Krajobrazu – obszar chronionego krajobrazu położony w północno-zachodniej części województwa łódzkiego w powiatach: poddębickim i pabianickim w gminach:
- Dalików – 2738 ha
- Poddębice – 540 ha
- Lutomiersk – 2998 ha

Łączna powierzchnia wynosi 6276 ha, z czego ok. 1520 ha stanowią lasy zarządzane przez nadleśnictwa: Poddębice i Grotniki wchodzące w skład RDLP w Łodzi.
Obszar znajduje się na Wysoczyźnie Łaskiej. Położony jest na często podmokłych terenach w widłach rzek Neru i Bełdówki.
Na obszarze tym istnieją dwa rezerwaty przyrody:
- Jodły Oleśnickie – chroniący jodłę na północnej granicy jej zasięgu.
- Mianów – chroniący śródleśne torfowisko niskie.